# 平壌国際空港
平壌国際空港（ピョンヤンこくさいくうこう、朝: 평양국제비행장 , 英: Pyongyang International Airport）(IATA: FNJ, ICAO: ZKPY) は、朝鮮民主主義人民共和国（北朝鮮）の平壌市順安区域にある国際空港である。平壌順安国際空港（ピョンヤンスナンこくさいくうこう、朝: 평양순안국제공항 , 英: Pyongyang Sunan International Airport）とも呼ばれる。

## 概要
市中心部から北に約24kmの地点に位置する。北朝鮮唯一の航空会社である高麗航空のハブ空港である。2015年に供用が開始された国際線旅客ターミナルと国内線旅客ターミナル、国賓専用ターミナルが供されている。滑走路を2本有するが、一時期1本の使用を休止し、高麗航空の地上保管機が置かれていたこともあった。
旅客にかかる空港施設利用料は10ユーロであり、11アメリカドルもしくは100人民元でも支払い可能である。以前はエプロン・ターミナルともに撮影が厳禁されていたが、2000年代中頃から乗客が出発・到着時にエプロンで撮影しても特に問題にされなくなった。

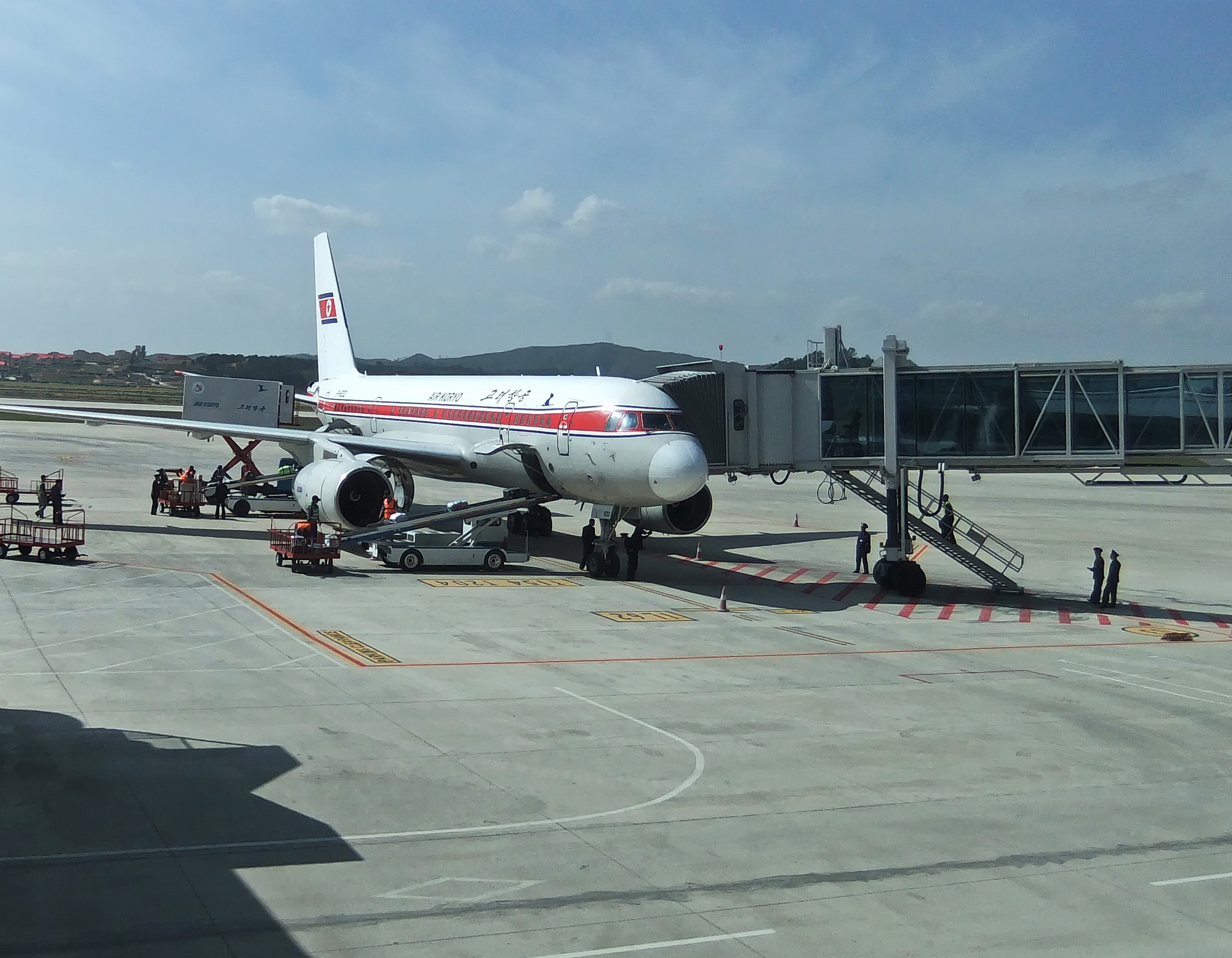
国際線旅客ターミナル（2015年）
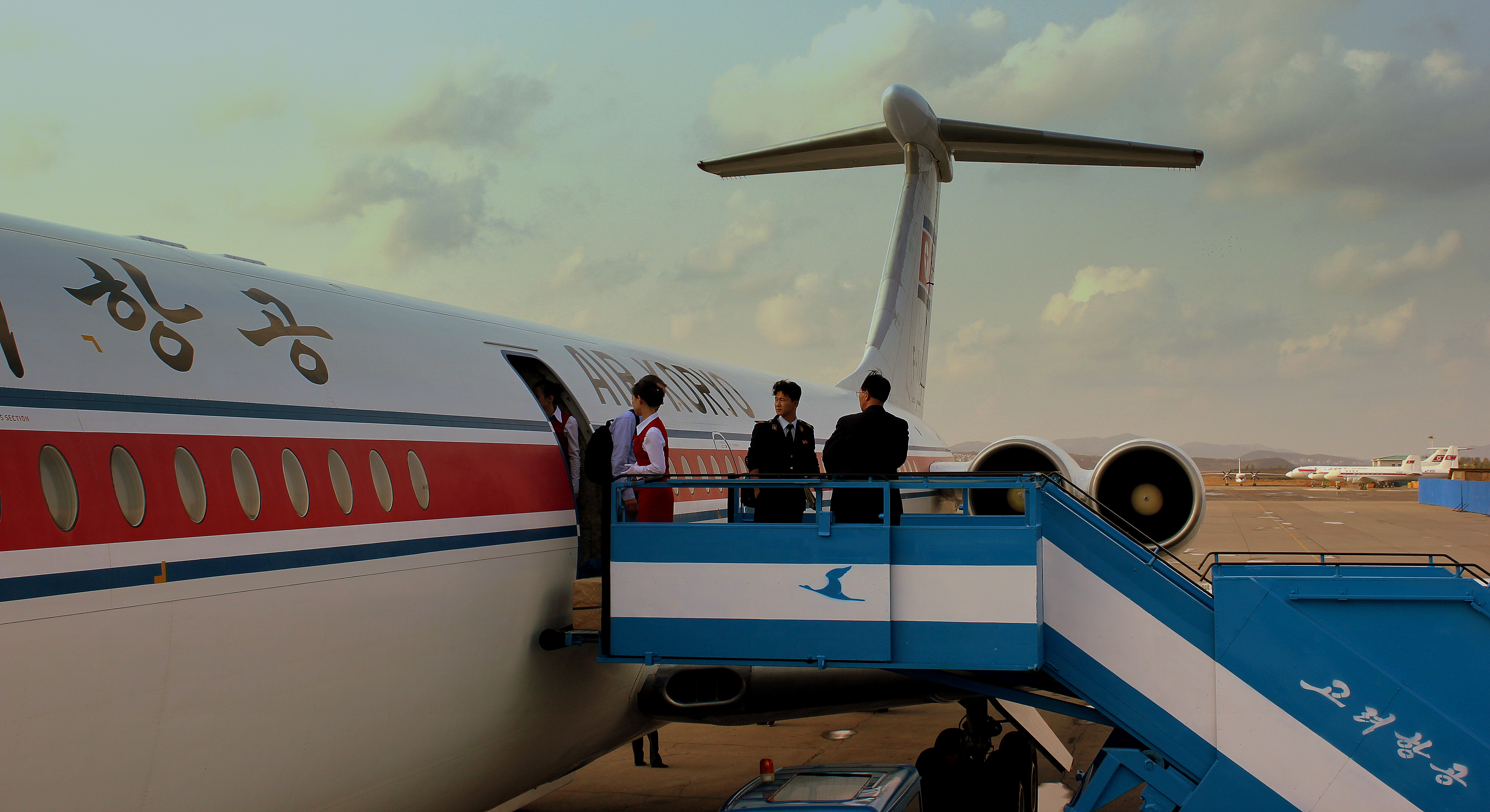
タラップ搭乗（2012年）
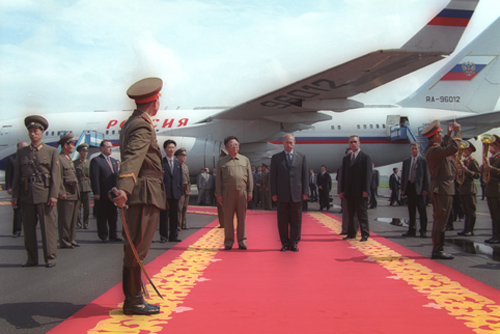
ロシア連邦大統領歓迎式典（2000年）。金正日とプーチン
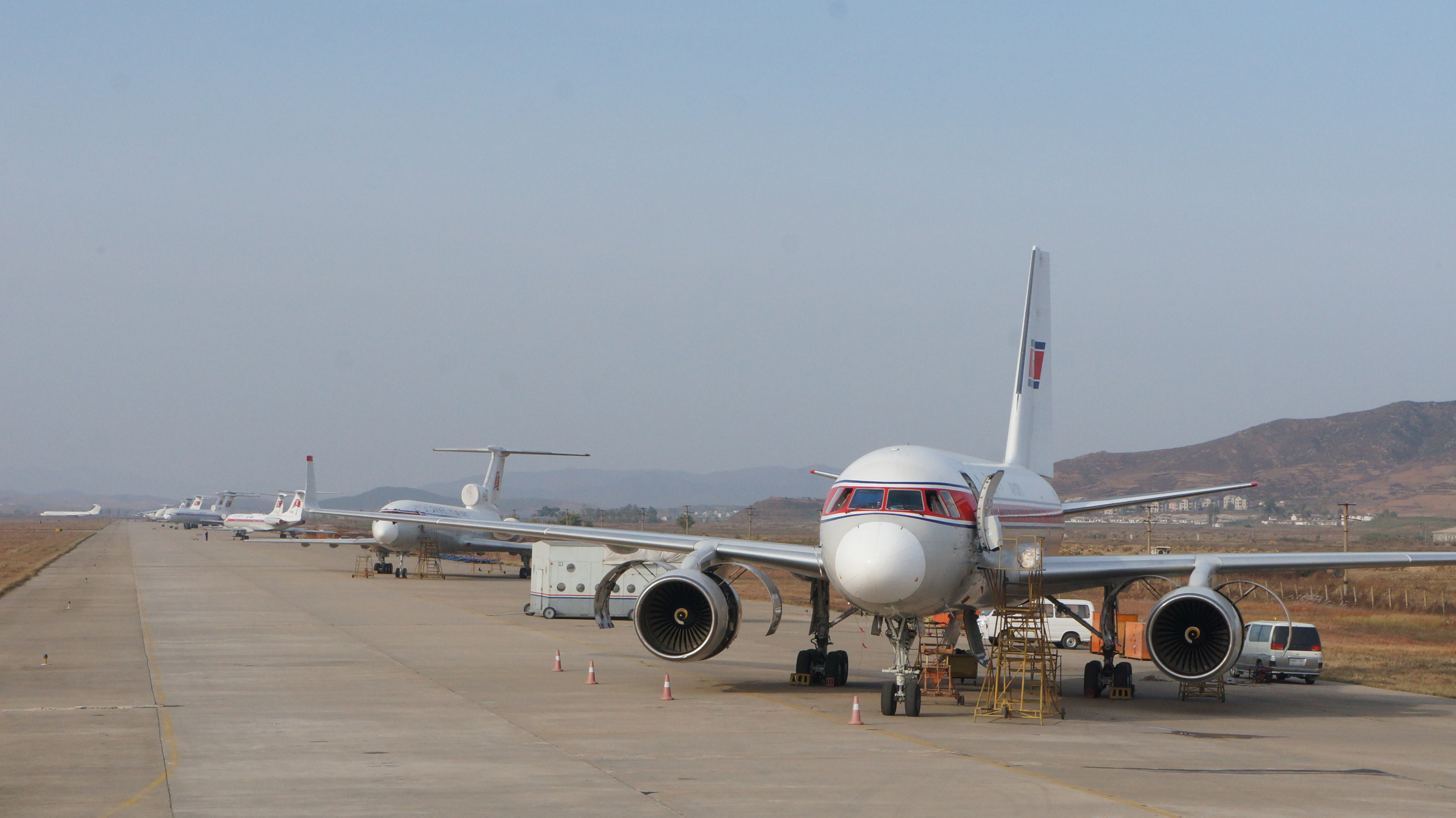
地上保管機置き場と整備エリアとして使用されていた第2滑走路

## 歴史
大日本帝国陸軍の飛行場として第二次世界大戦中に供用が始まった。朝鮮戦争では国連軍の基地としても使用された。朝鮮戦争終結後修復され民間空港としての供用が開始された。
平壌最大かつ唯一の国際空港として、かつては高麗航空がモスクワやウラジオストク、東ベルリンや北京に定期便を就航させていたほか、冷戦時代にはアエロフロート・ソビエト航空がソビエト連邦各地からの定期便を運航していたほか、インターフルークや中国民航などの諸外国の航空会社も乗り入れていた。
日本からの定期国際線は就航したことはないが、過去に首脳会談のための政府専用機の乗り入れや2002年に北朝鮮拉致被害者帰国に際して全日本空輸の特別便が運行されたことがある。
その後冷戦終結後も中国南方航空や中国国際航空などが乗り入れていたが、2017年に中国国際航空の北京線が廃止され、外国籍の航空会社が乗り入れない国際空港となったが、翌2018年6月6日より運航が再開されている。中国国際航空の便は2008年に開設され、月・水・金の週3便が就航しているが、搭乗客不足のためしばしば欠航していた。
新型コロナウイルス感染症の流行に伴い、北朝鮮が2020年に大々的な国境封鎖に踏み切った影響を受け、同年3月までに本空港を発着する定期旅客便は全便が運休となり、以後事実上空港としての機能を停止していた（高麗航空#COVID-19対策の国境封鎖に伴う休航も参照）。2022年に入り、5月には中国から新型コロナウィルスに対応したワクチンを輸入する臨時便が運行されたほか、7月にはTu-204の試験飛行が行われるなど、一部の運用を再開した。
2022年3月、同年11月、2023年3月16日、空港の滑走路からICBM「火星砲17」の発射訓練を行った。
2023年8月22日に北京との間で定期旅客便が運行を再開した。

## ターミナル

### 国際線旅客ターミナル
2014年9月には、旧旅客ターミナル跡地に建設された新国際線旅客ターミナルの建設工事はほぼ完成していた。10月にターミナルを視察した金正恩は、「主体性、民族性が示されていない」という理由で、工事の設計をやりなおすよう命じた。2015年7月1日に、正式に竣工した。
この新しい国際線旅客ターミナルは北朝鮮の空港として初めて出発と到着階が分かれている構造となっており、また北朝鮮の空港として初のボーディング・ブリッジが3本完備している。12か所のチェックインカウンターが備えられており、ほかにも、入国審査所、税関、検疫所、両替所、柳京商業銀行のATM（国外発行カードは不可）を備える他、免税店、レストラン、バー、ビジネスクラスラウンジ、地下駐車場やタクシー乗り場が完備されているなど、国際空港としての設備を備えている。

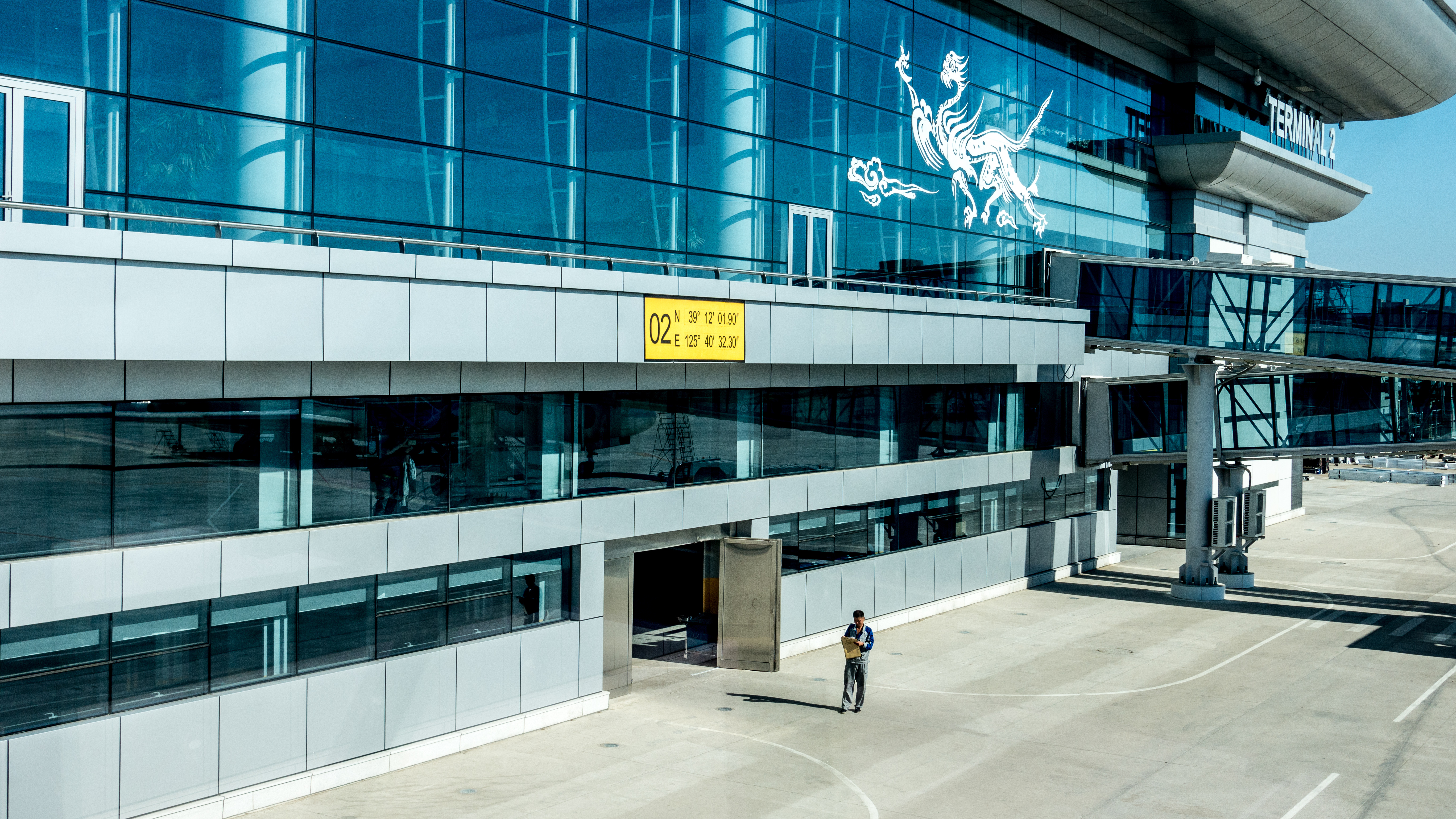
国際線旅客ターミナル外観 (2015年)
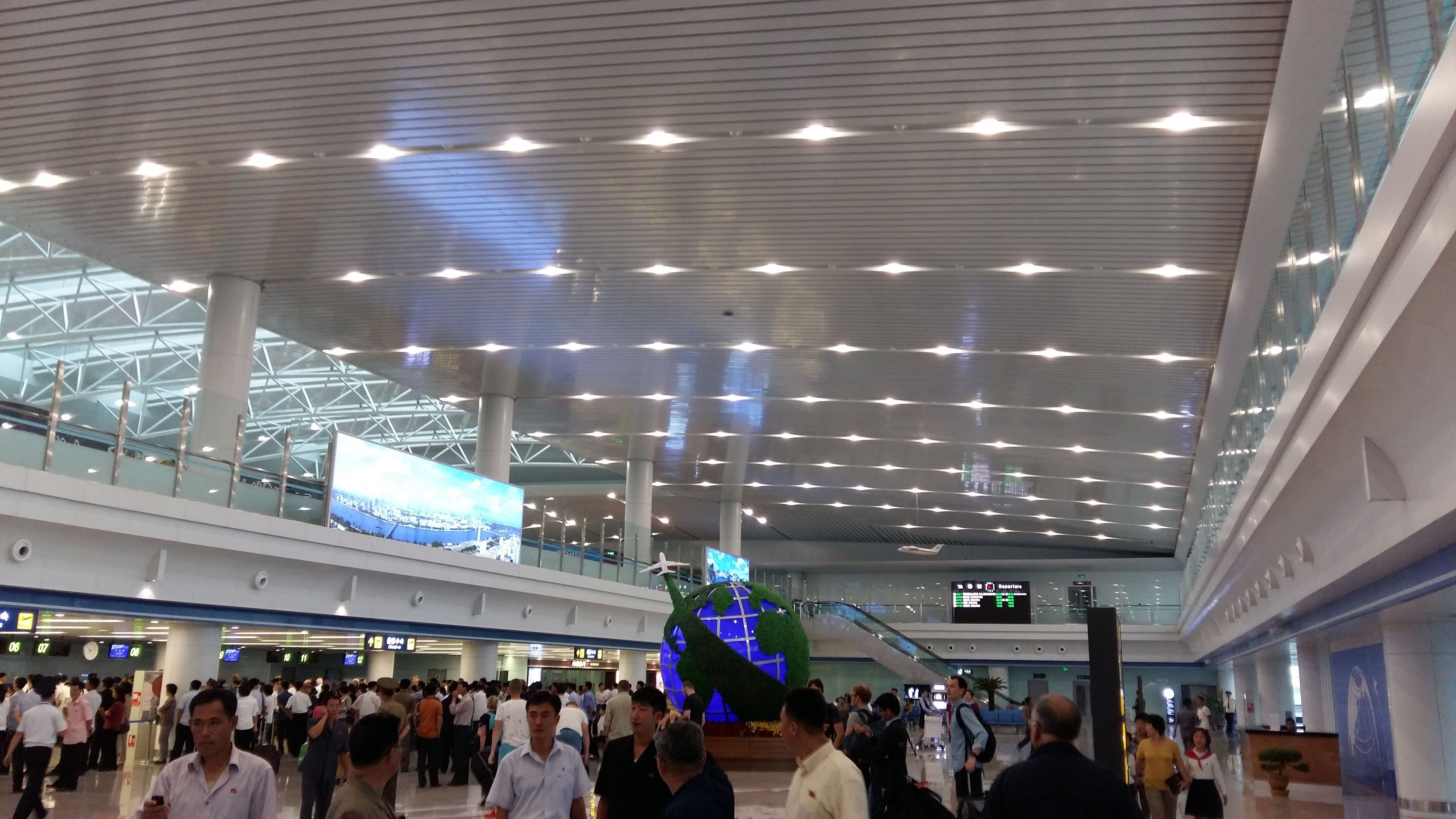
国際線旅客ターミナル内部 (2015年9月)
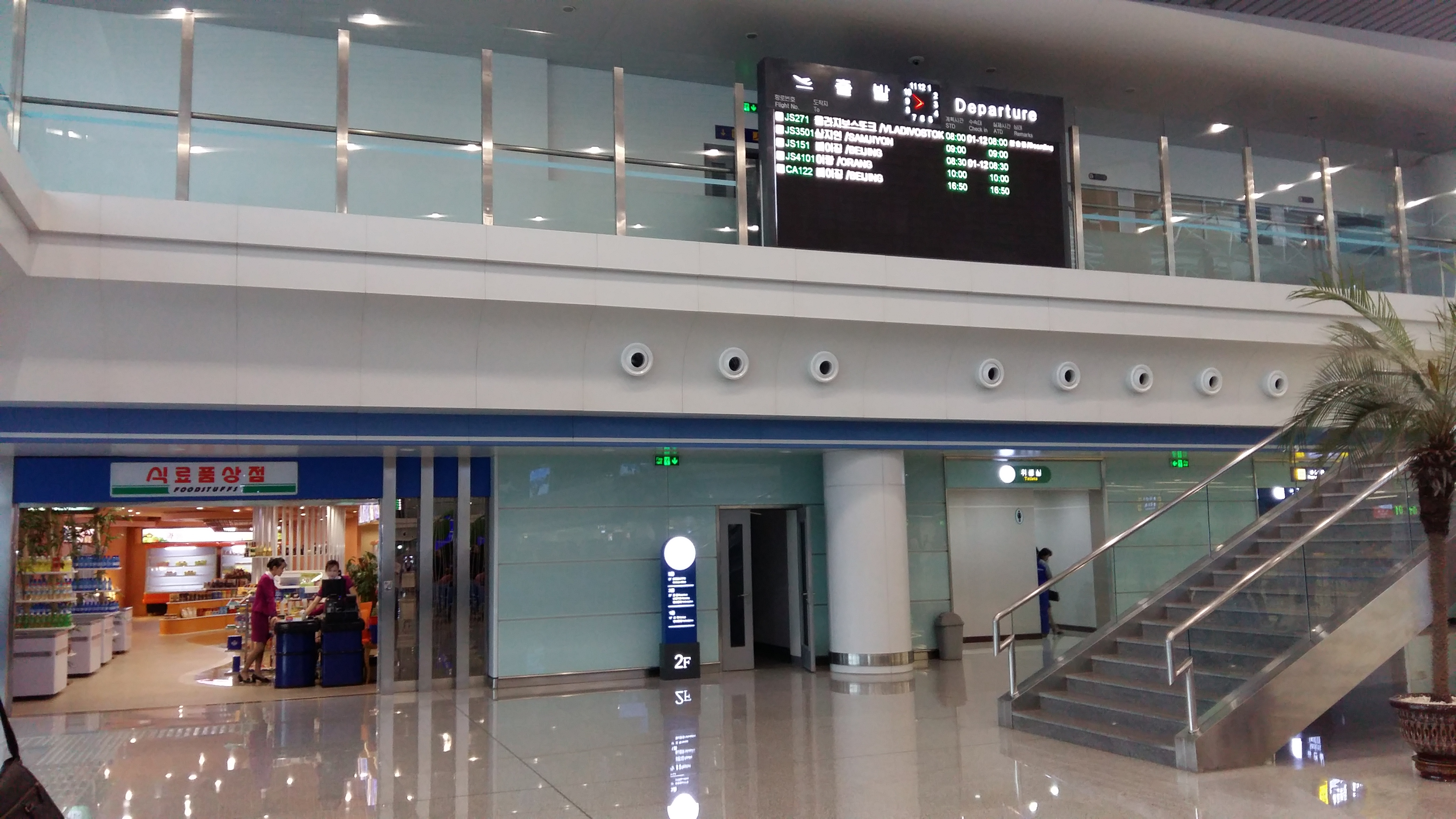
国際線旅客ターミナル内部 (2015年9月)
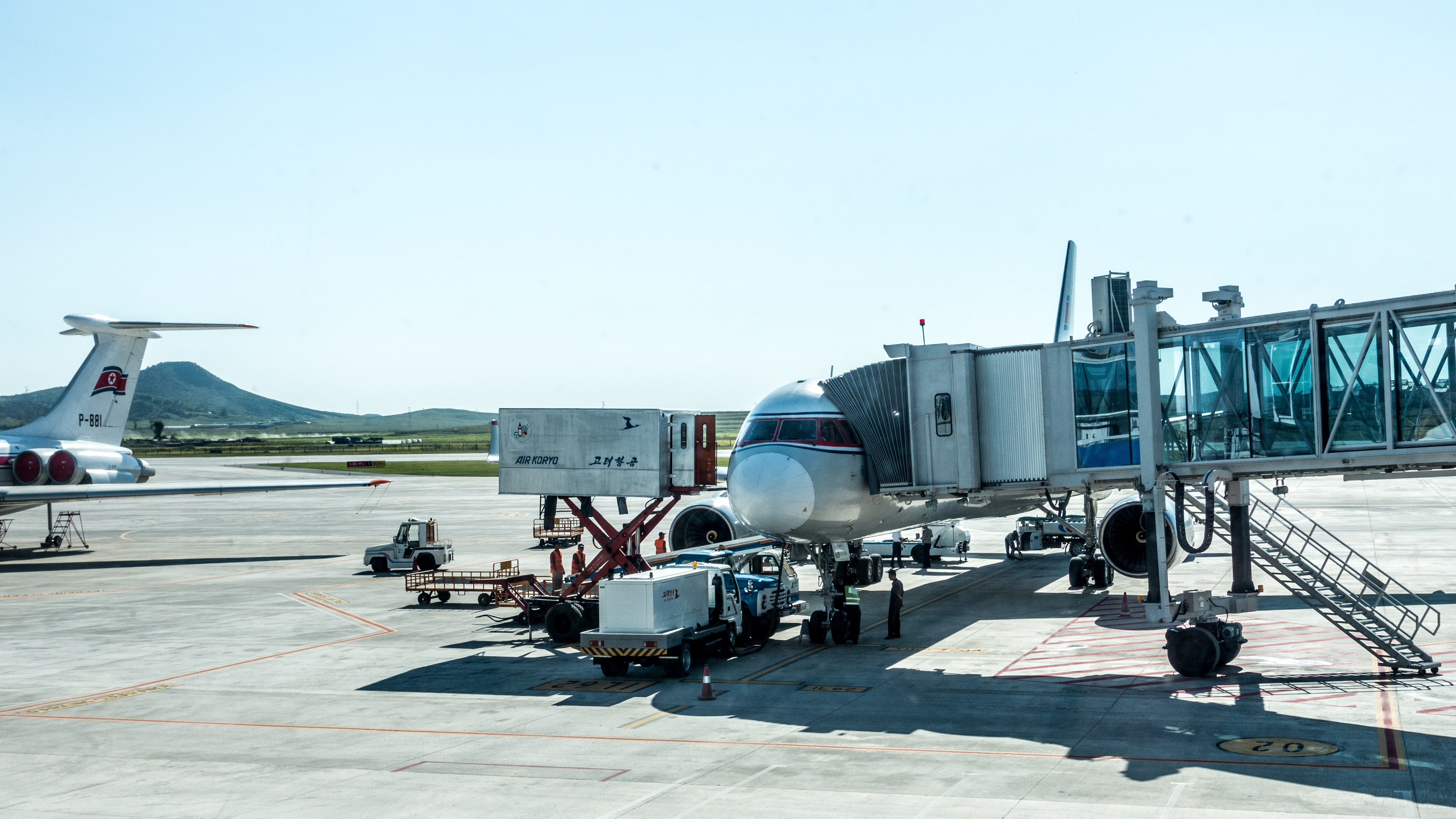
搭乗橋 (2015年9月)
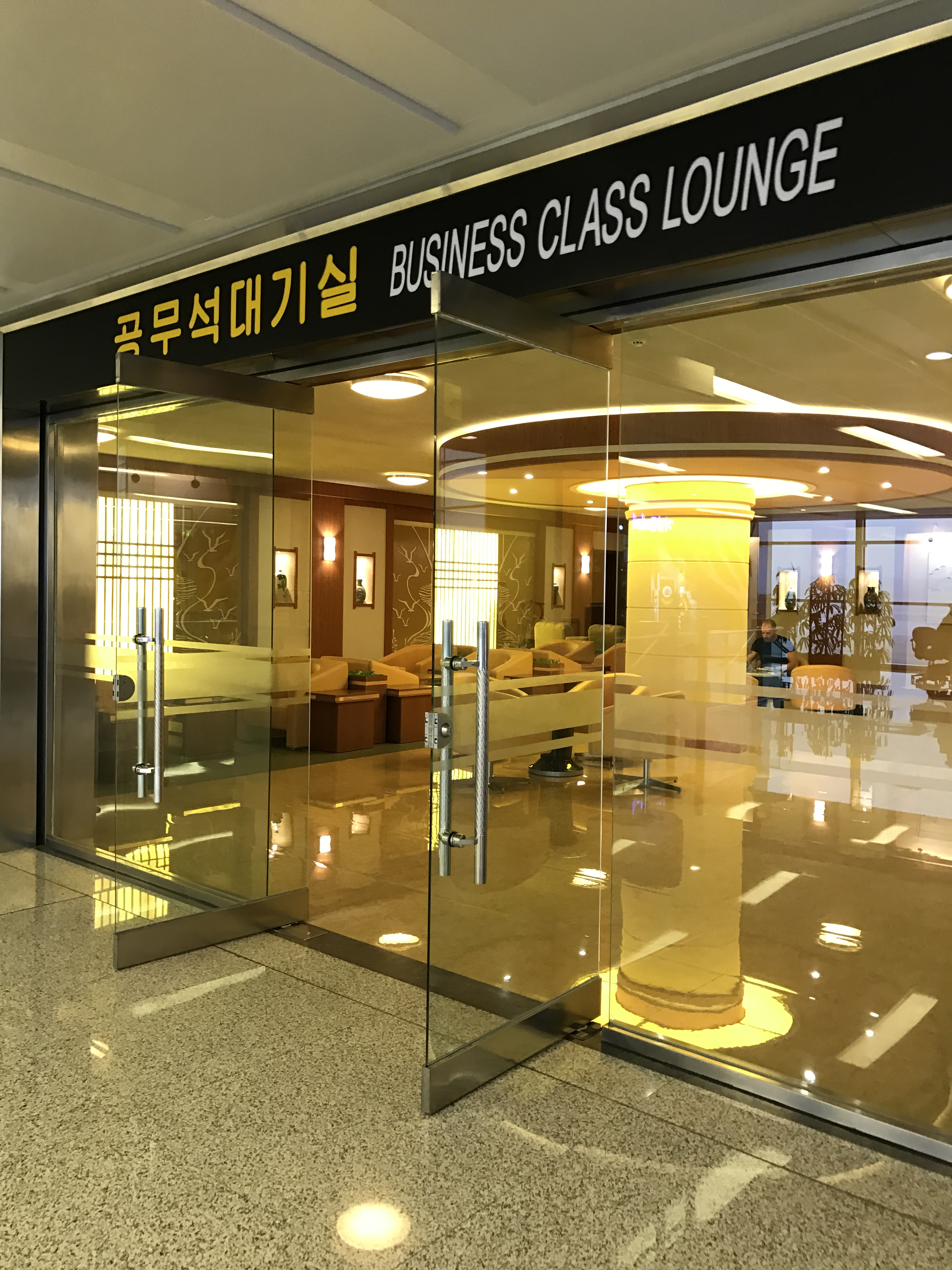
ビジネスクラスラウンジ (2017年1月)

### 国内線旅客ターミナル
2011年7月15日に、旧旅客ターミナル横に新たに建造され供用を開始した。2012年から始まった旧旅客ターミナルの取り壊しと、新国際線旅客ターミナルの建設開始後は、唯一の旅客ターミナルとして国内線、国際線の両方で使用されたが、2015年の新国際線旅客ターミナルの完成後は国内線専用となった。なお国際線旅客ターミナルと接続している。

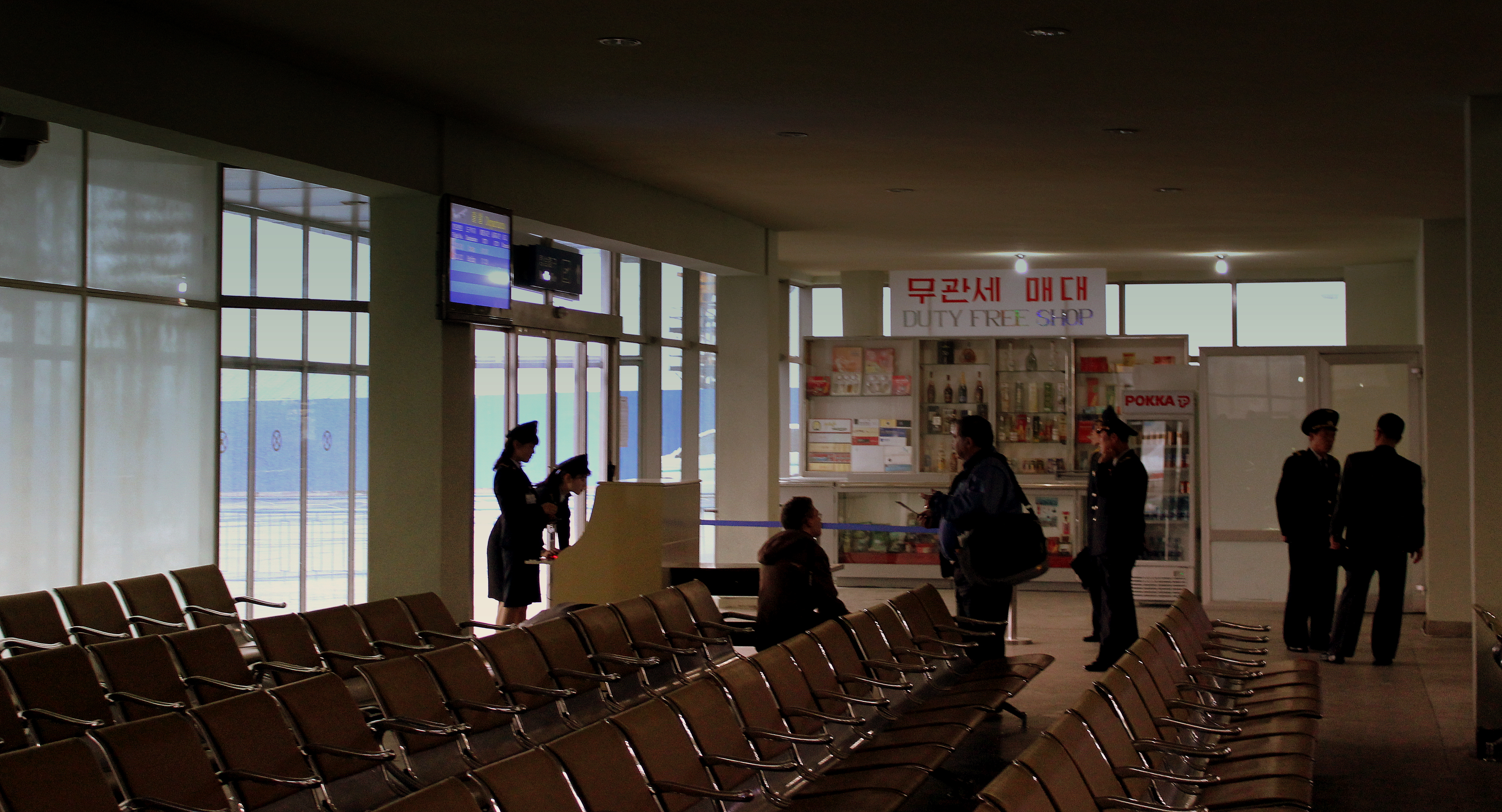
搭乗待合室内・免税店(国際線使用当時)
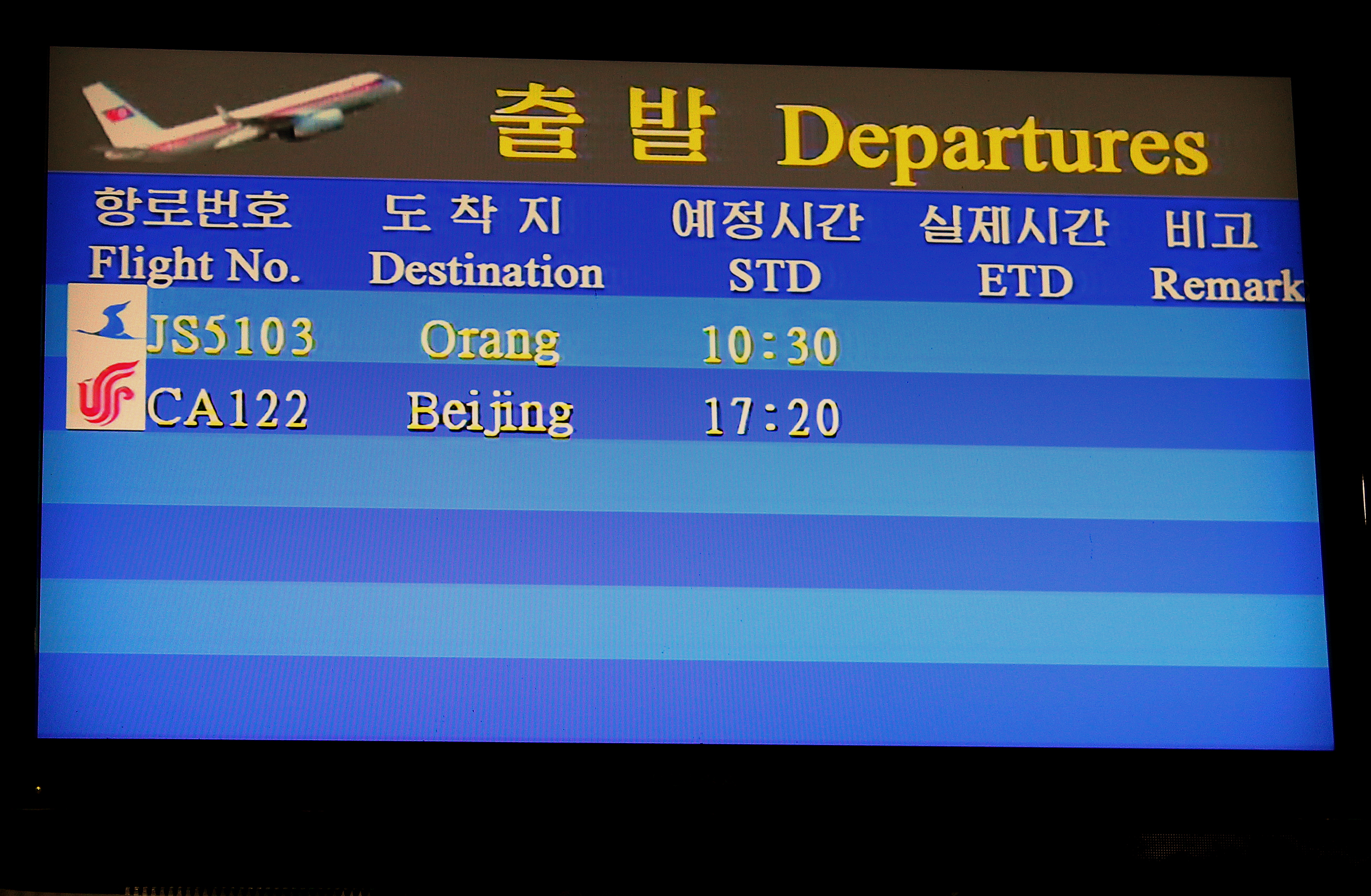
出発案内（「漁郎行き」、「北京行き」が表示されている）
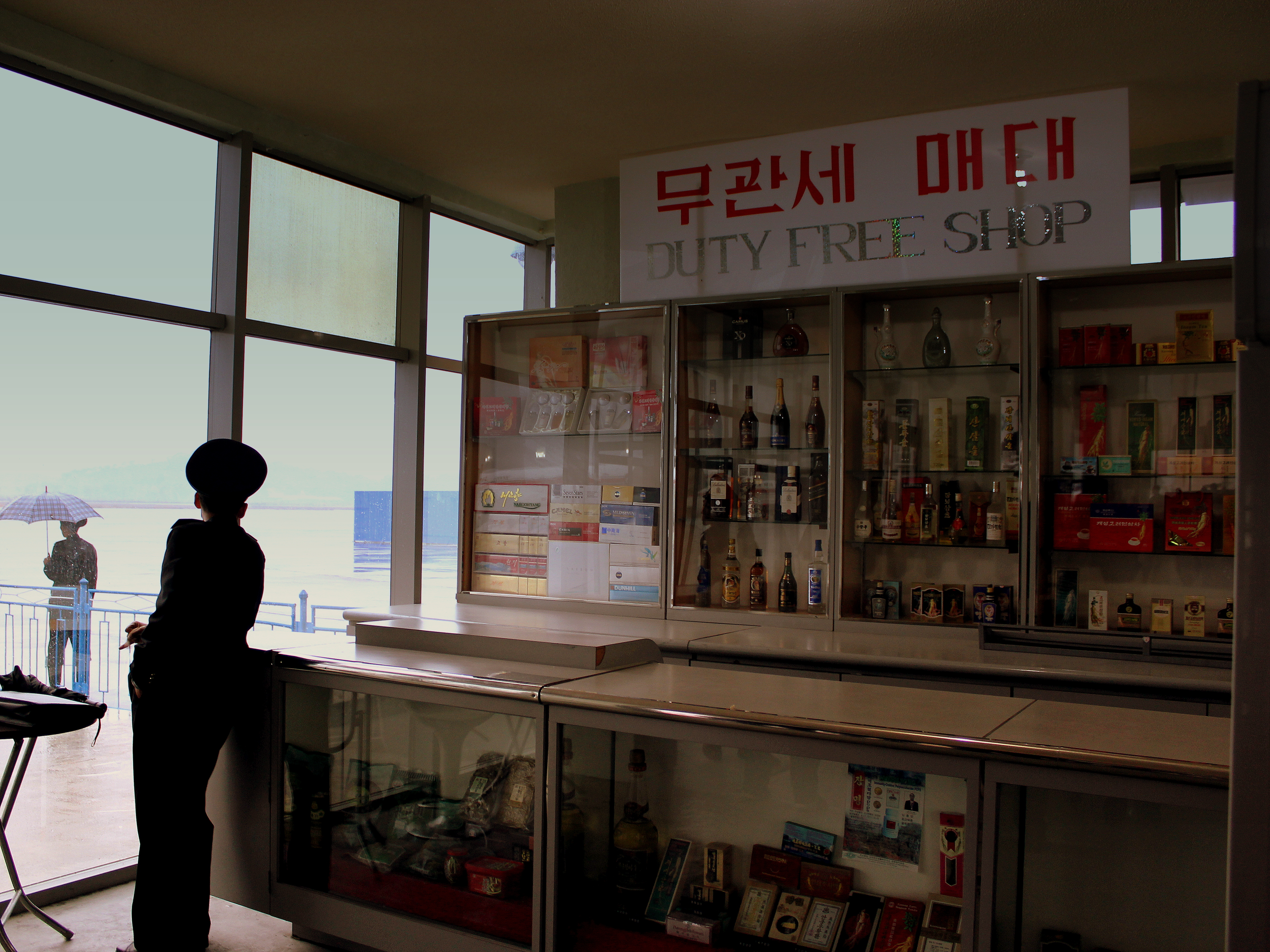
免税店にはタバコ・酒などが置かれている(国際線使用当時)

#### 営業時間
時刻は全て朝鮮標準時（平壌時間、UTC+9）。
- 手荷物の保管

サービス時間 8:00-21:00
料金 1.5ウォン
- 書店（10:00開店）
- レストラン、バー 9:00-18:00
- 朝鮮外貿銀行両替所 9:00-18:00

### 旧旅客ターミナル（閉鎖）
2011年まで利用されていた旧旅客ターミナルの建物は、地上1階建てで税関手続き、搭乗手続き、出国手続き、搭乗口が同じフロアにあり、見渡せる単純で簡素な構造だった。飲食施設は、建物入口付近にあるカフェのみであった。正面には金日成の肖像画が掲げられていた。

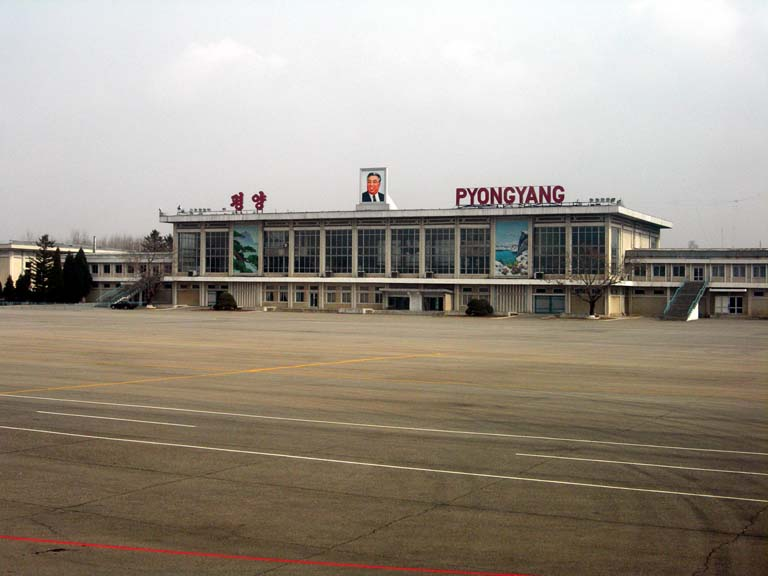
外観 (2006年)
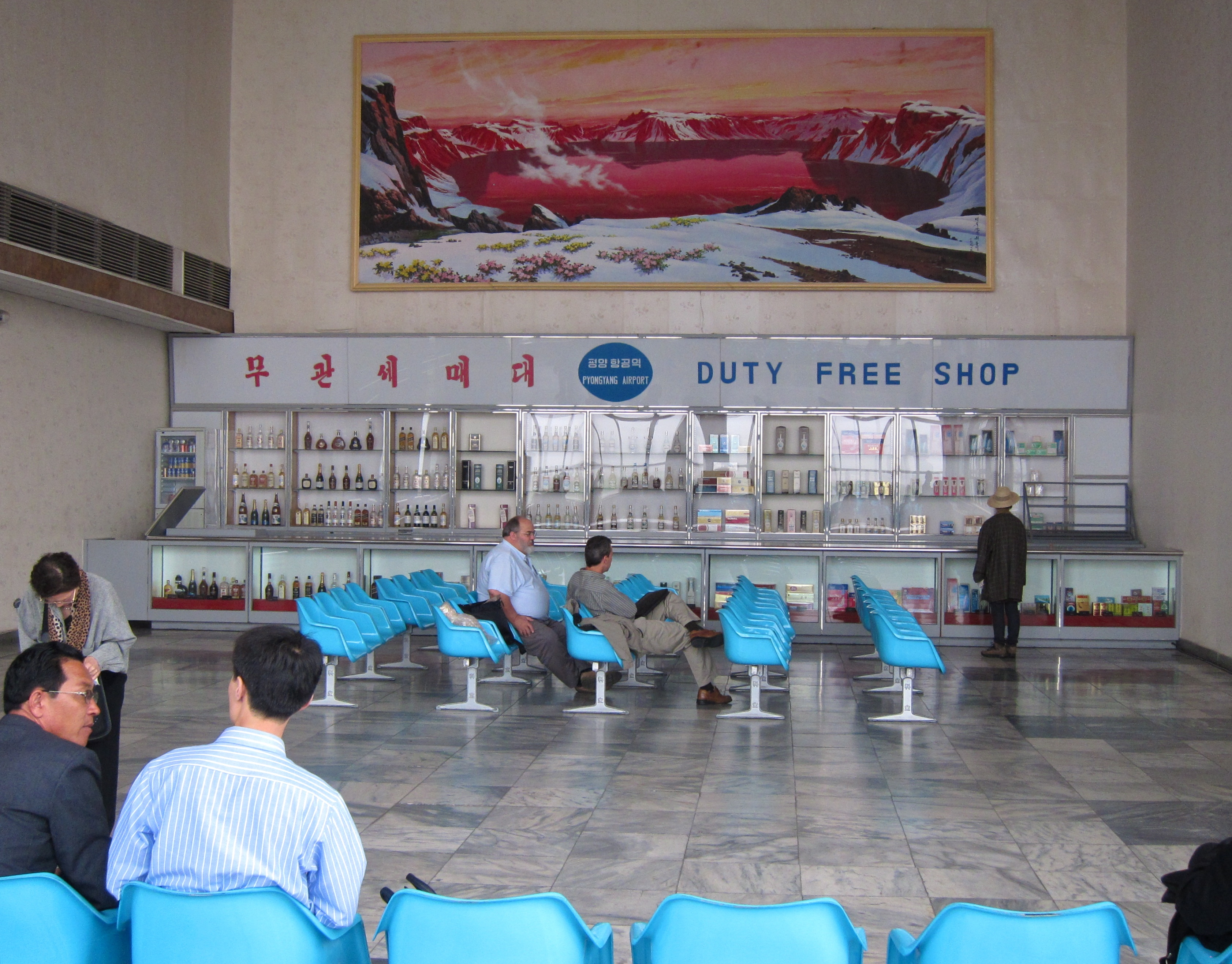
免税店 (2010年)
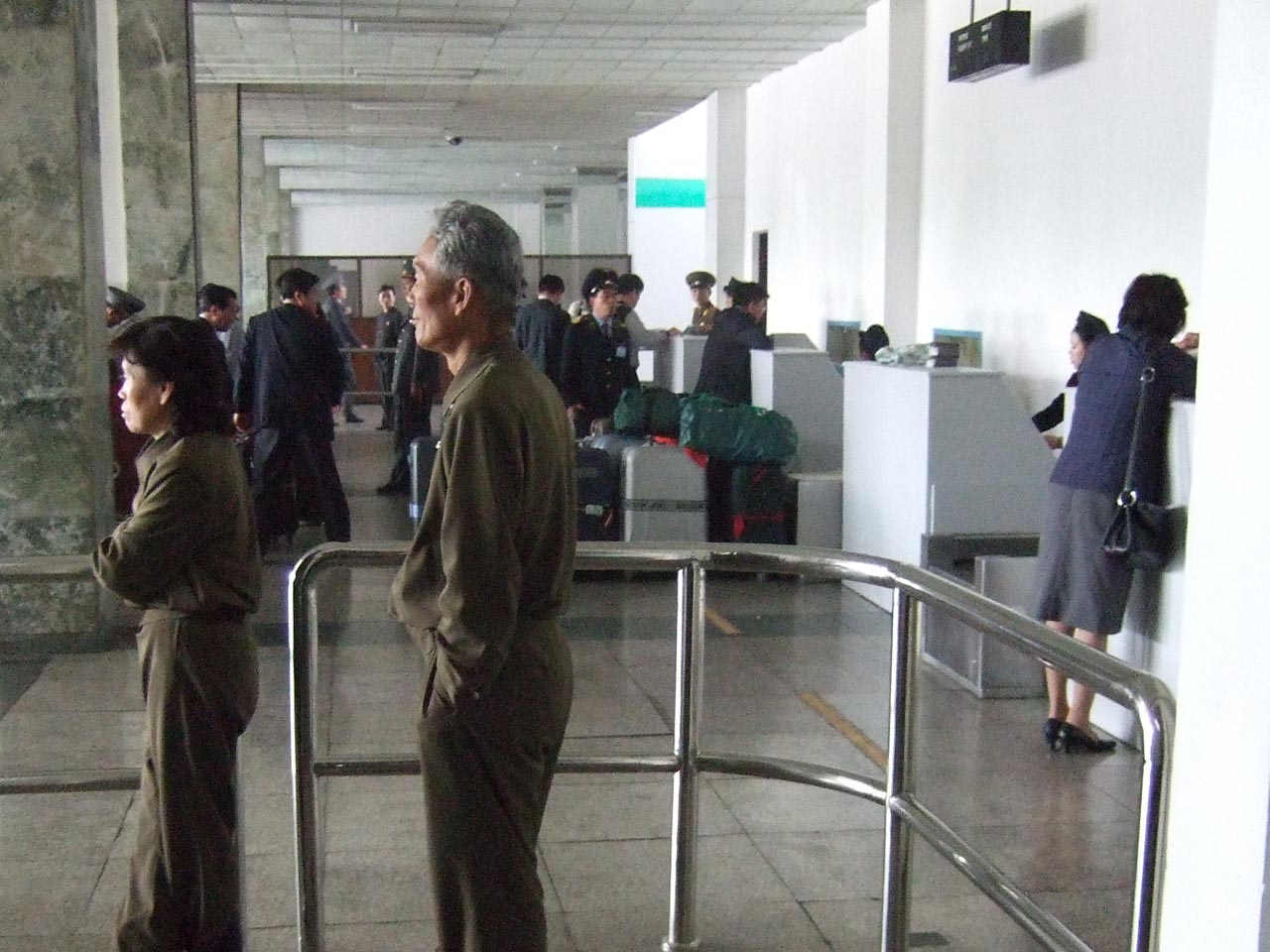
チェックインカウンター (2007年)
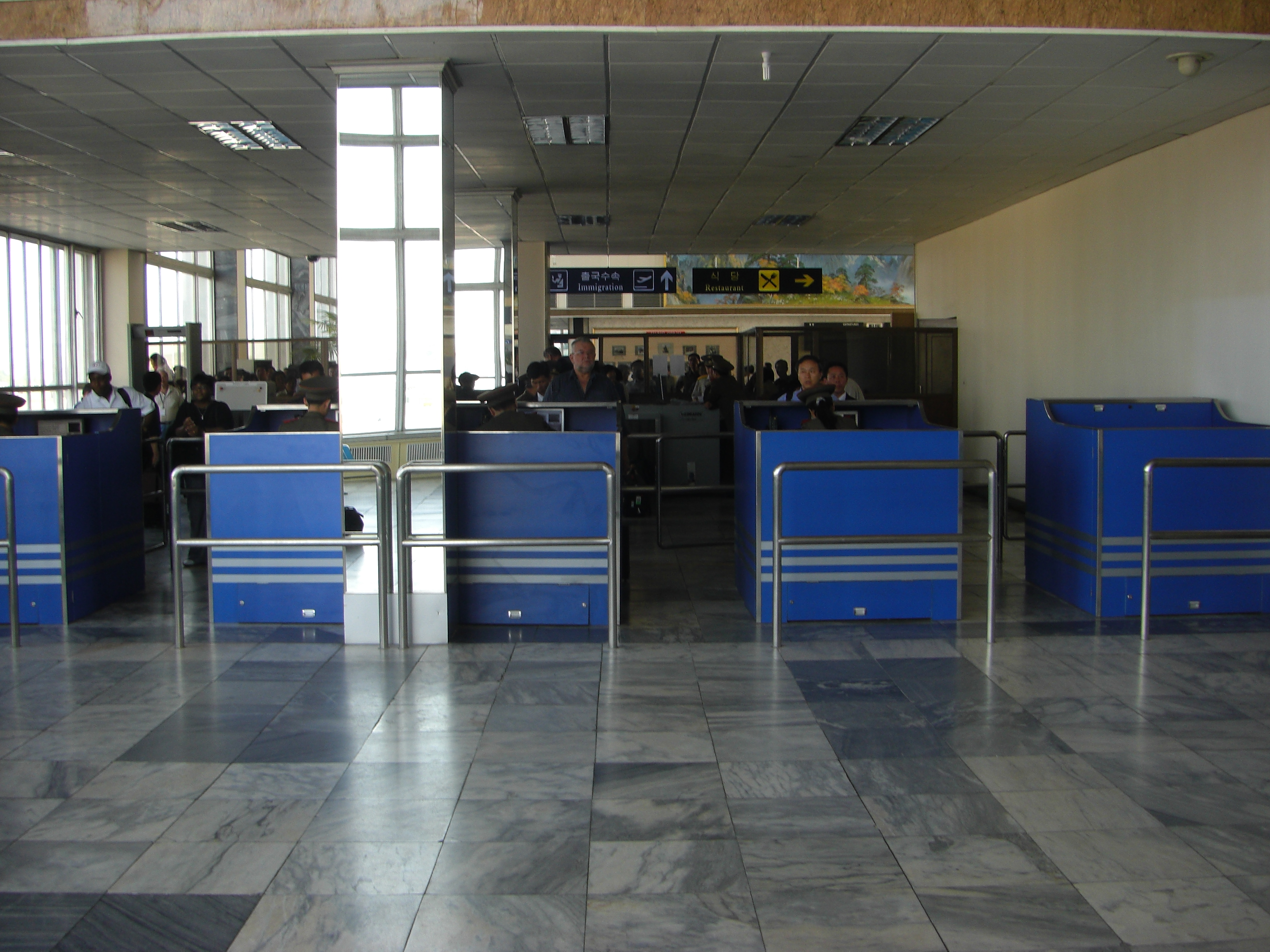
入国エリア (2008年)
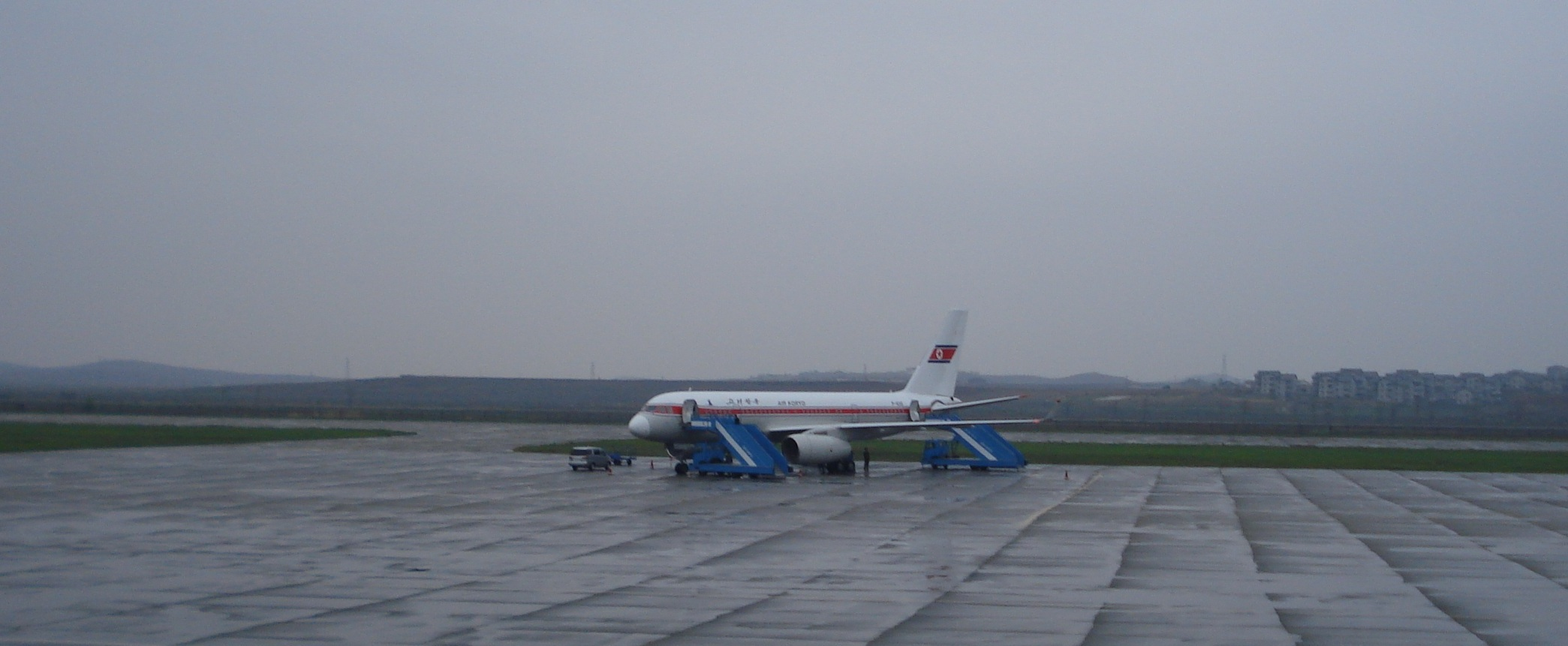
ランプバスと旅客機の駐機場 （2010年）

## 就航航空会社

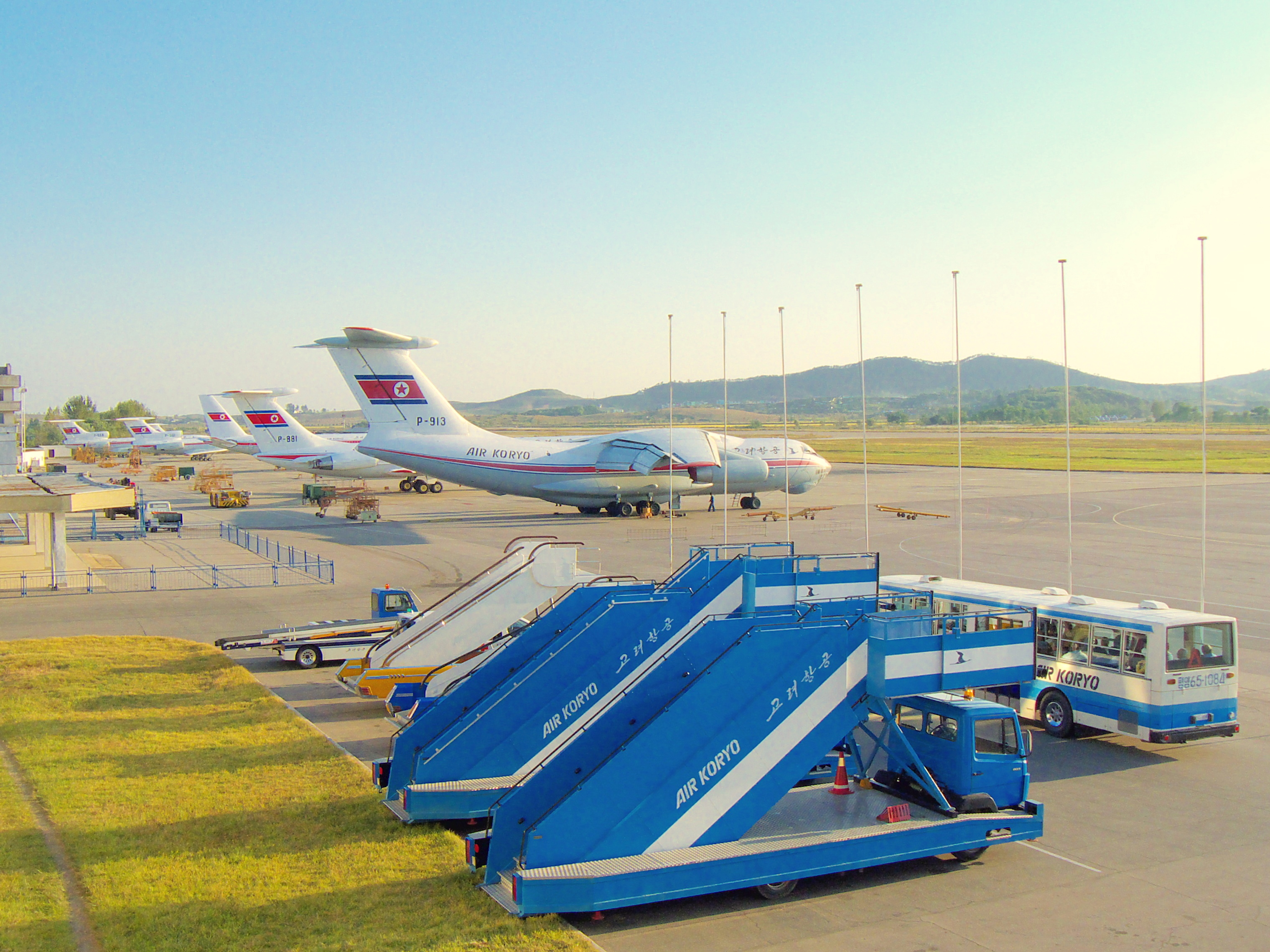
旧旅客ターミナル周辺(2008年)

Covid-19の影響で、国際線は運休が続いていたが、前述の通り2023年8月より順次運行を再開している。

### 国際線定期旅客便
| 航空会社               | 就航地                                                          |
| ---------------------- | --------------------------------------------------------------- |
| 高麗航空 (JS)          | 北京/首都、上海/浦東、 瀋陽、西安、延吉、ウラジオストク、マカオ |
| 中国国際航空 (CA)      | 北京/首都                                                       |
| ノードウィンド航空(N4) | モスクワ/シェレメーチエヴォ                                     |

### 国内線定期旅客便
| 航空会社 | 就航地                                   |
| -------- | ---------------------------------------- |
| 高麗航空 | 咸興 、清津、元山、海州、三池淵（週1便） |

### チャーター便乗入れ実績
- 高麗航空 -新潟、名古屋
- 大韓航空
- アシアナ航空
- イースター航空
- チェジュ航空
- マンダリン航空
- アエロフロート・ロシア航空
- 日本航空  - 1990年、1992年
- 全日本空輸 - 2002年10月15日、2004年7月9日 東京/羽田
- MIATモンゴル航空 2013年[19]

## アクセス
平壌市中心部まで約24キロで車で約20分。鉄道平義線の順安駅から1.3キロ（徒歩16分）だが、列車アクセスはまず利用されない。
外国人観光客の移動には旅行会社の送迎車かツアーバスが使われることが多い。
新旅客ターミナルの供用開始と同時期に高麗航空が「高麗タクシー」の運営を開始している。
2014年に、最高指導者金正恩は、新旅客ターミナル建設現場指導において「ターミナルの周辺にホテルとバス停留所」を建設しなければならないと述べ、空港地域の旅客サービス拡充を指導した。2015年6月に、金正恩は高速道路と高速鉄道の建設を指示している。